# The Quest for the Holy Grail
The Quest for the Holy Grail is een computerspel voor de platforms Commodore 64, Commodore 128 en de ZX Spectrum. Het spel werd uitgebracht in 1984 door Dream Software, een jaar later werd het opnieuw uitgebracht door Mastertronic.
Het adventurespel bevat elementen uit de film Monty Python and the Holy Grail, maar is geen officiële uitgave van Monty Python.
De tekstadventure bevat simpele afbeeldingen die het verhaal ondersteunen. De speler kruipt in de rol van ridder Sir Tappin, die op zoek is naar de Holy Grail. Men moet door een middeleeuws Engels op zoek naar aanwijzingen en bepaalde voorwerpen. 

## Ontvangst
| Beoordeeld door | Platform    | Jaar | Score |
| --------------- | ----------- | ---- | ----- |
| Sinclair User   | ZX Spectrum | 1986 | 80%   |
| Your Sinclair   | ZX Spectrum | 1986 | 70%   |
| Crash           | ZX Spectrum | 1984 | 69%   |